# Antoninianus

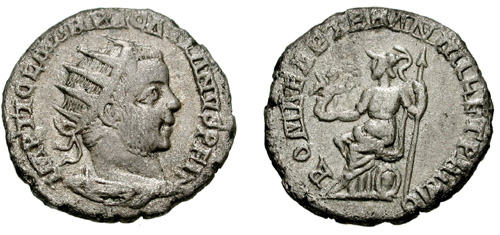
Den romerske usurpatorn Pacatianus Antoninianus-mynt.

Antoninianus var ett romerskt silvermynt, som först präglades av kejsar Caracalla och under 200-talet blev det vanligaste myntet i romarriket.
Antoninianus var större än den vanliga denaren och benämndes ibland dubbeldenar, även om det är osäkert om den verkligen motsvarade två denarer.
Antoninianus tillverkades ursprungligen av cirka åttalödigt silver, men senare av ännu ofinare silver och slutligen av så kallad vitkoppar. Benämningen antoninianus torde ha varit okänd för samtiden, men har inom numismatiken vunnit allmän spridning.